# Friedrich von Bernhardi
Friedrich Adam Julius von Bernhardi (22 de noviembre de 1849 - 11 de diciembre de 1930) fue un general prusiano e historiador militar. Fue un autor superventas anterior a la I Guerra Mundial. Notorio militarista, es conocido por su belicoso libro Deutschland und der Nächste Krieg (Alemania y la Próxima Guerra), impreso en 1911. Allí describía la guerra como un "asunto divino", y proponía que Alemania debería adoptar una postura agresiva e ignorar los tratados.

## Biografía
Bernhardi nació en San Petersburgo, Imperio ruso. Su familia emigró a Schöpstal, Silesia en 1851.
Durante la guerra franco-prusiana (1870-71), Bernhardi era teniente de caballería en el 14.º de Húsares del Ejército prusiano, y al final del conflicto tuvo el honor de ser el primer alemán en cabalgar bajo el Arco de Triunfo cuando los alemanes entraron en París.
Entre 1891 y 1894, fue militar alemán adjunto en Berna y subsiguientemente fue jefe del departamento de historia militar del Gran Estado Mayor General en Berlín. Fue seleccionado general al mando del VII Cuerpo de Ejército en Münster en Westfalia en 1907, pero se retiró dos años después e inició su carrera como escritor militar. Llamaron la atención ampliamente las memorias de su padre, el diplomático e historiador Theodor von Bernhardi, que él publicó, y todavía más su libro Alemania y la Próxima Guerra. En este libro Bernhardi sostiene que la guerra "es una necesidad biológica", y que estaba de acuerdo con "la ley natural, sobre la que descansan todas las leyes de la naturaleza, la ley de la lucha por la existencia".
Bernhardi sirvió durante la I Guerra Mundial como general. Luchó con éxito primero en el frente oriental en el río Stochod, donde asaltó la cabeza de puente de Tsarecze, y después en el frente occidental, en particular en Armentières. Recibió la Pour le Mérite el 20 de agosto de 1916, por su participación en la defensa alemana contra la Ofensiva Brusilov.

## Obras seleccionadas
- Videant Consules: Ne Quid Respublica Detrimenti Capiat (1890) (publicada anónimamente)
- Unsere Kavallerie im Nächsten Kriege. (1899) (La Caballería en las Guerras Futuras)
- Deutschland und der Nächste Krieg. (1911) (Alemania y la Próxima Guerra)
- Vom heutigen Kriege. (1912) (En la Guerra de Hoy)
- Vom Kriege der Zukunft, nach den Erfahrungen des Weltkrieges. (1920) (La Guerra del Futuro, a la luz de las lecciones de la Guerra Mundial)

## Condecoraciones
- Orden del Águila Roja, Primera Clase con hojas de roble
- Orden de la Corona, Primera Clase (Prusia)
- Cruz de Hierro de 1870, 2.ª clase
- Cruz de Servicio (Prusia)
- Comandante de Segunda Clase de la Orden del León de Zähringen (Baden)
- Gran Cruz de la Orden de Alberto (Sajonia)
- Orden de la Casa de Lippe, 1.ª clase
- Cruz Dorada de la Orden del Redentor (Grecia)
- Cruz de Oficial de la Orden de los Santos Mauricio y Lázaro (Saboya)
- Comandante de la Orden imperial de Francisco José (Austria-Hungría)
- Gran Oficial de la Orden de la Corona de Rumania
- Gran Cruz al Mérito Militar (España)
- Orden del Medjidie, 3.ª clase (Imperio otomano)
- Cruz de Hierro de 1914, 1.ª Clase
- Pour le Mérite con hojas de roble
  - Pour le Mérite el 20 de agosto de 1916
  - Hojas de Roble el 15 de mayo de 1918